# Verificare și validare

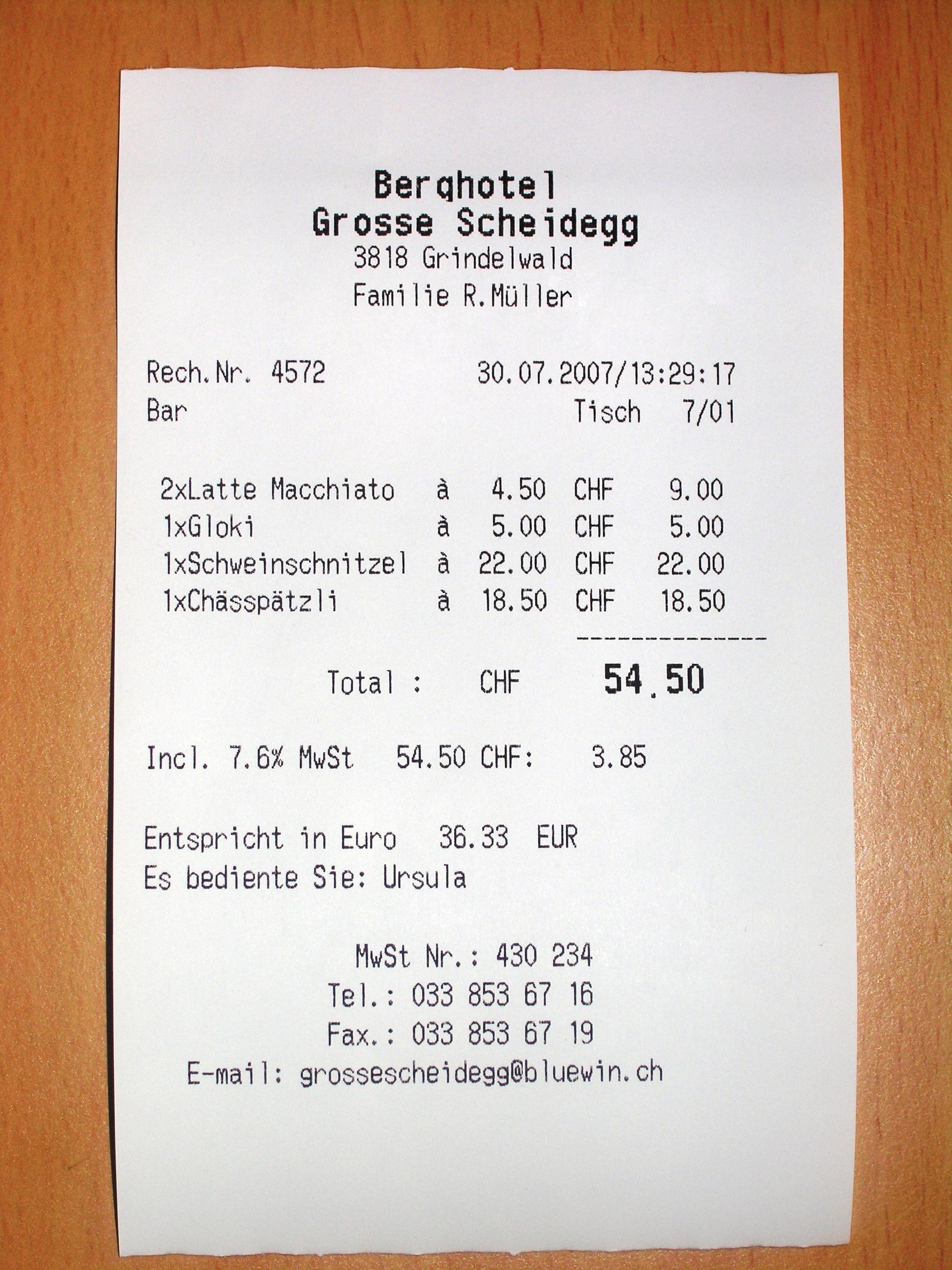
Tichet

În sensul cel mai general, prin conceptul verificare se face referire la contrastarea cu ceva. Acest termen este folosit în special în științe, inginerie, drept și în domeniul computațional.

## Verificabilitatea, falsificabilitatea și metoda științifică
Din secolul al XX-lea, verificabilitatea în contextul științific are o specifică semnificație: validarea absolută a vreunei teorii. Deși reproducibilitatea unui experiment sau a unei investigații științifice este un pas necesar în testarea unei teorii și chiar dacă numeroase observații dovedesc o ipoteză, aceasta nu constituie asigurarea că s-a obținut verificarea absolută a respectivei teorii.
Spre exemplu:
- S-ar putea formula teoria: „Sunt imortal”. Următorul pas pentru verificarea acestei teorii se poate face prin probarea ipotezei: „dacă sunt imortal, mă trezesc si in ziua următoare”. În fiecare zi, la trezire, inocentul nostru experimentator va fi mai sigur că este nemuritor.[1] Dacă ar fi ajuns la 100 de ani, experimentatorul nostru ar fi verificat de multe ori teoria inițială, dar e de reținut că niciodată nu a verificat-o în mod absolut: în ziua în care experimentatorul nostru inevitabil moare, va intra în posesia unei observații care îi va contrazice teoria.[2]

- Indigenii care dansează fără întrerupere dansul ploii  pentru a o atrage. Deoarece nu se opresc până când nu începe să plouă, ajung mereu la concluzia că rețeta funcționează.[3]

Din acest motiv, unii filozofi ai științei precum Karl Popper au considerat că criteriul de demarcație între ceea ce este știință sau nu, nu ar trebui să fie verificabilitatea, ci falsificabilitatea, adică posibilitatea mereu deschisă de a descoperi că vreo ipoteză sau vreo teorie este falsă, dată fiind vreo observație – cel puțin imaginabilă – care o contrazice.